# وان های لاینز
وان‌های لاینز (انگلیسی: Wan Hai Lines) شرکت کشتیرانی تایوانی است، که در سال ۱۹۶۵ تأسیس شد.